# 東岸町 (さいたま市)
東岸町（ひがしきしちょう）は、埼玉県さいたま市浦和区の町丁。現行行政地名は東岸町のみで、丁目の設定はない。住居表示実施地区。郵便番号は330-0054。

## 地理
浦和区の南東部、浦和駅の南側、東北本線の東側に位置する。浦和駅東口の再開発の一環で、近年マンションが建設された。

### 地価
住宅地の地価は、2019年（平成31年）1月1日の公示地価によれば、東岸町18-18の地点で30万4000円/m2となっている。

## 歴史

### 沿革
- 1964年（昭和39年）4月1日 - 住居表示実施に伴い、東北本線の東側の岸町八丁目すべてと前地町一丁目の一部から東岸町が成立[6][7]。
- 2001年（平成13年）5月1日 - 浦和市・大宮市・与野市が合併し、さいたま市が発足。同市の町丁となる。
- 2003年（平成15年）4月1日 - さいたま市が政令指定都市に移行し、同市浦和区の町丁となる。
- 2007年（平成19年）3月 - 小松原幼稚園が閉園。

## 世帯数と人口
2017年（平成29年）9月1日時点の世帯数と人口は、以下のとおりである。
| 町丁   | 世帯数    | 人口    |
| ------ | --------- | ------- |
| 東岸町 | 1,226世帯 | 2,752人 |

## 小・中学校の学区
市立小・中学校に通う場合、学区（校区）は以下のとおりとなる。
| 区域 | 小学校                   | 中学校               |
| ---- | ------------------------ | -------------------- |
| 全域 | さいたま市立大谷場小学校 | さいたま市立岸中学校 |

## 交通

### 鉄道
町内の西端を東北本線が通っているが、町内に駅は設置されていない。しかし、徒歩圏内に2つの駅がある。
- 東日本旅客鉄道（JR東日本）東北本線（宇都宮線、高崎線、上野東京ライン、湘南新宿ライン、京浜東北線）
  - 浦和駅
- 京浜東北線・武蔵野線
  - 南浦和駅

### 道路
- 馬場先通り - さいたま市立岸町公民館から浦和競馬場へ経て埼玉県道35号川口上尾線（産業道路）へと通じている。
- 東通り

## 施設
- さいたま市浦和消防署日の出出張所
- 浦和麗明高等学校
- 柊稲荷神社
- 日蓮宗圓蔵寺
- 東岸町自治会館
- 東岸町第一公園